# Kanton L’Aigle
Der Kanton L’Aigle ist ein französischer Wahlkreis im Arrondissement Mortagne-au-Perche im Département Orne in der Region Normandie.

## Gemeinden
Der Kanton besteht aus sieben Gemeinden mit insgesamt 12.285 Einwohnern (Stand: 1. Januar 2022) auf einer Gesamtfläche von 106,39 km²:
| Gemeinde                | Einwohner 1. Januar 2022 | Fläche km² | Dichte Einw./km² | Code INSEE | Postleitzahl |
| ----------------------- | ------------------------ | ---------- | ---------------- | ---------- | ------------ |
| Chandai                 | 681                      | 13,73      | 50               | 61092      | 61300        |
| L’Aigle                 | 7.771                    | 18,02      | 431              | 61214      | 61300        |
| Saint-Martin-d’Écublei  | 630                      | 11,94      | 53               | 61423      | 61300        |
| Saint-Michel-Tubœuf     | 576                      | 8,73       | 66               | 61432      | 61300        |
| Saint-Ouen-sur-Iton     | 827                      | 14,19      | 58               | 61440      | 61300        |
| Saint-Sulpice-sur-Risle | 1.587                    | 28,45      | 56               | 61456      | 61300        |
| Vitrai-sous-Laigle      | 213                      | 11,33      | 19               | 61510      | 61300        |
| Kanton L’Aigle          | 12.285                   | 106,39     | 115              | 6101       | –            |